# Indol
Indol je aromatická heterocyklická organická sloučenina. Má bicyklickou strukturu, sestávající ze šestičlenného benzenového jádra a z pětičlenného dusík obsahujícího pyrrolového kruhu. Je přítomen v lidských výkalech, dává jim charakteristický zápach. V nižších koncentracích má květinovou vůni, využívá se i v parfumerii. Je to také prekurzor mnoha farmaceutik.

## Deriváty
Sloučeniny, jež obsahují indolový kruh, jsou nazývány indoly. V živých organismech se vyskytují např. tyto deriváty: aminokyselina tryptofan, neurotransmiter serotonin a hormon melatonin.